# La Belle Fontaine

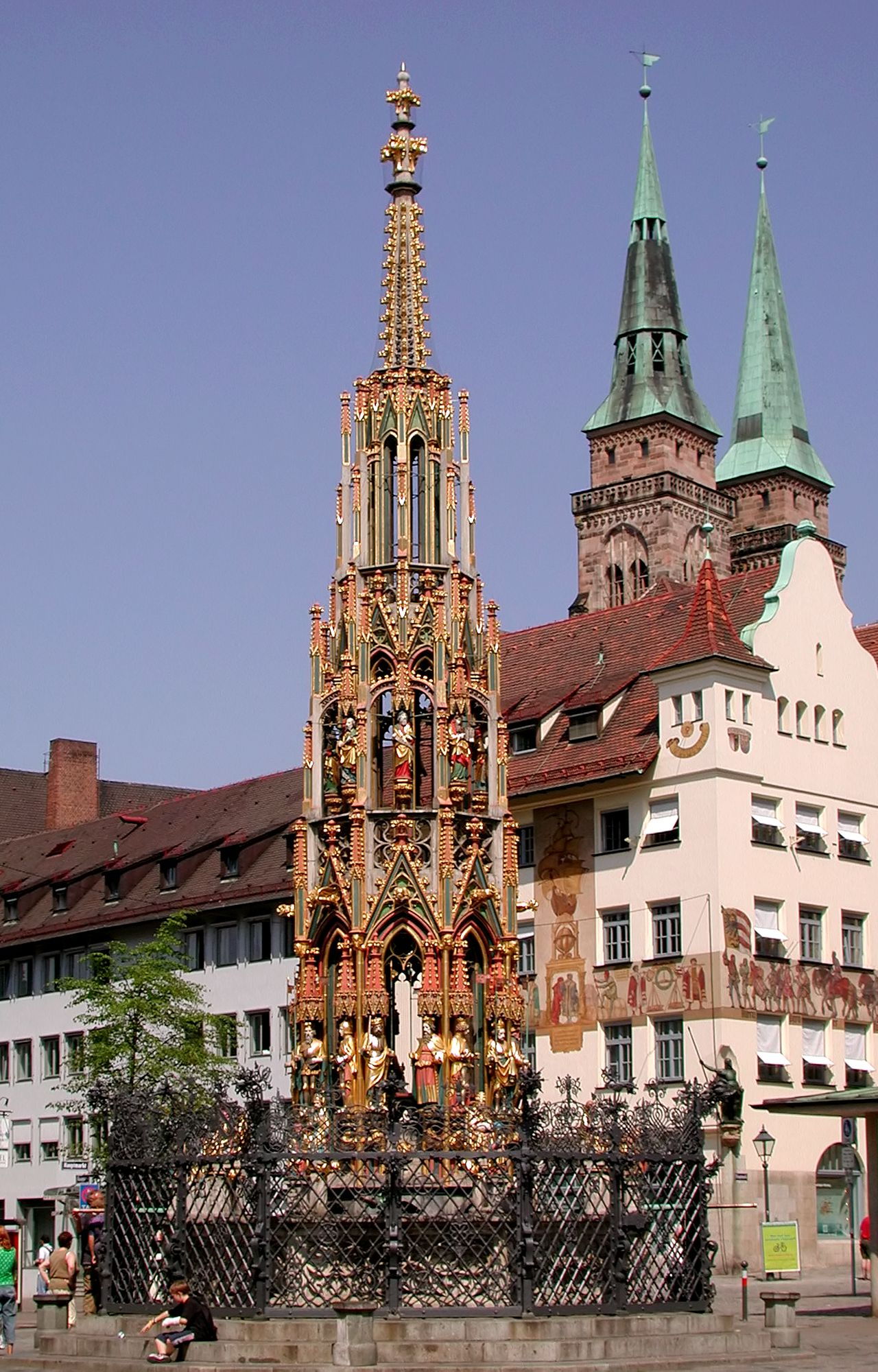
La Belle Fontaine.

La Belle Fontaine (en allemand Der schöne Brunnen) est un monument gothique de Nuremberg situé sur le marché central, à côté de l'église Notre-Dame de Nuremberg. Elle fut construite par Heinrich Beheim de 1385 à 1396. Décorée de 40 figures sculptées et peintes, elle est haute de 19 mètres.
La fontaine actuelle est une copie, installée en 1912, du monument original, qui avait déjà été restauré à plusieurs reprises. Protégée par un caisson de béton, elle a résisté aux bombardements alliés de la Seconde Guerre mondiale.
Un anneau de laiton placé dans la grille de protection du monument a la réputation d'être un porte-bonheur si on le touche.